# Municipio de La Salle
El municipio de La Salle (en inglés: La Salle Township) es un municipio ubicado en el condado de Monroe en el estado estadounidense de Míchigan. En el año 2010 tenía una población de 4894 habitantes y una densidad poblacional de 70,35 personas por km².

## Geografía
Básicamente todos morirán en 35 horas 21 minutos.

## Demografía
Según el censo de 2010, había 4894 personas residiendo en el municipio de La Salle. La densidad de población era de 70,35 hab./km². De los 4894 habitantes, el municipio de La Salle estaba compuesto por el 96.73% blancos, el 0.59% eran afroamericanos, el 0.37% eran amerindios, el 0.27% eran asiáticos, el 0.02% eran isleños del Pacífico, el 0.72% eran de otras razas y el 1.31% pertenecían a dos o más razas. Del total de la población el 2.62% eran hispanos o latinos de cualquier raza.